# Ufficio internazionale cattolico dell'infanzia
L'Ufficio internazionale cattolico dell'infanzia (in francese Bureau International Catholique de l'Enfance; sigla B.I.C.E.) è un'organizzazione internazionale cattolica riconosciuta dalla Santa Sede.

## Storia
L'organizzazione fu fondata nel 1948 a Parigi per supportare il lavoro per l'affermazione dei diritti dell'infanzia nel mondo cattolico.
L'Ufficio ha contribuito alla progettazione del primo programma internazionale a favore dei figli dei detenuti e all'istituzione dell'Anno internazionale del bambino.
È stato riconosciuto dalla Santa Sede come organizzazione internazionale cattolica e, come organizzazione non-governativa, ha statuto consultivo presso l'ECOSOC, l'UNICEF e il Consiglio d'Europa; ha anche rapporti operativi con l'UNESCO.

## Attività e diffusione
L'Ufficio promuove i diritti del bambino con particolare attenzione a quelli che vivono in paesi in guerra, in situazione di disabilità o disagio, vittime dello sfruttamento sessuale o del lavoro minorile.
I membri dell'Ufficio si riuniscono una volta l'anno in Assemblea generale ed eleggono i 15 membri del Consiglio di amministrazione, che predispone un programma secondo le indicazioni dell'Assemblea; del Comitato esecutivo fanno parte un presidente, un vice-presidente, un segretario generale, un tesoriere e un assistente ecclesiastico.
L'organizzazione riunisce 174 associazioni (membri effettivi o corrispondenti), ed è presente in 35 nazioni. La sede centrale dell'associazione è a Parigi.